# Spit Out the Bone
Spit Out the Bone è un singolo del gruppo musicale statunitense Metallica, pubblicato il 14 novembre 2017 come quinto estratto dal decimo album in studio Hardwired... to Self-Destruct.

## Descrizione
Traccia conclusiva dell'album, si tratta un brano tipicamente thrash metal ispirato dalle vecchie pubblicazioni dei Mercyful Fate. Come spiegato dal batterista Lars Ulrich, la realizzazione del brano è stata «un'avventura» per il gruppo: la versione embrionale del brano presentava infatti diverse sezioni musicali aggiuntive che sono state rimosse per rendere più conciso il risultato finale, un processo contrario a quanto svolto con il precedente album in studio Death Magnetic, contenente brani ottenuti da varie jam session:
(Lars Ulrich intervistato da Rolling Stone)
Il testo del brano tratta invece la meraviglia e la paura di quello che sta succedendo all'uomo, secondo quanto descritto dal frontman James Hetfield, il quale sostiene che l'essere umano potrebbe essere una razza ancora più efficiente se si facesse aiutare dai computer.

## Pubblicazione
Il singolo è stato pubblicato esclusivamente per il mercato statunitense digitalmente in una versione ridotta rispetto a quella contenuta nell'album. Nello stesso giorno è entrato anche in rotazione radiofonica nelle stazioni rock.

## Video musicale
Il video è stato diretto dal Phil Mucci, noto in passato per aver lavorato con gruppi musicali come Korn e Opeth, e mostra uno scenario post-apocalittico dove due persone lottano contro robot alieni e numerosi nemici mascherati; altre scene mostrano spezzoni di film incentrati sulle arti marziali e sulla fantascienza. Il video è stato reso disponibile il 17 novembre 2016 attraverso il canale YouTube del gruppo, in contemporanea con quelli degli altri brani contenuti nell'album. Il regista, nel corso di un'intervista concessa a Loudwire, ha spiegato di essere stato molto nervoso nel presentare il video al gruppo, in quanto lo giudicava terrificante.
Il 7 marzo 2017 è stato pubblicato attraverso il canale YouTube dei Metallica il relativo dietro le quinte.

## Tracce
Testi e musiche di James Hetfield e Lars Ulrich.
1. Spit Out the Bone (Radio Edit) – 4:37

## Formazione
Gruppo
- James Hetfield – chitarra, voce
- Lars Ulrich – batteria
- Kirk Hammett – chitarra
- Robert Trujillo – basso

Produzione
- Greg Fidelman – produzione, registrazione, missaggio
- James Hetfield – produzione
- Lars Ulrich – produzione
- Mike Gillies – registrazione aggiuntiva
- Sara Lyn Killion – registrazione aggiuntiva, assistenza tecnica
- Dan Monti – editing digitale
- Jim Monti – editing digitale
- Jason Gossman – editing digitale
- Kent Matcke – assistenza tecnica
- Dave Collins – mastering

## Classifiche
| Classifica (2016-18)             | Posizione massima |
| -------------------------------- | ----------------- |
| Stati Uniti (mainstream rock)    | 4                 |
| Stati Uniti (rock & alternative) | 32                |